# Vaccinium fallax
Espèce
Vaccinium fallax est une espèce de plantes à fleurs de la famille des Ericaceae. Elle est originaire du Mont Apo aux Philippines. Elle a été découverte et décrite en l'an 2024.

## Description
Vaccinium fallax est une arbrisseau persistant mesurant entre 70 cm et 1,50 m de hauteur.
Les jeunes rameaux apparaissent rougeâtre à brun, pubescent et présentant des trichomes de 0,1 à 0,2 mm de long. En vieillissant, les rameaux deviennent brun foncé, vaguement striés, glabres et lenticulés.
Les bourgeons sont pérennes, aigu-triangulaires, mesurant 0,6 à 0,7 mm de long, écailleux et les bourgeons sont terminés par un petit trichome de 0,1 mm de long.
Le feuillage est dense. Les feuilles sont vertes, persistantes et disposées en spirale sur les rameaux. Le pétiole est de couleur vert rougeâtre, pubescent, ne mesurant pas plus de 2 mm de long, avec des trichomes identiques aux rameaux, avec des glandes près du limbe des feuilles, en coupe transversale ab axialement arrondi, ad axialement quasiment plat. Le limbe est elliptique, coriaces, mesurant de 0,7 à 2 cm de longueur et de 0,25 à 1 cm de large. La base du limbe est obtuse et légèrement arrondie. La face supérieure des limbes est vert franc et la face inférieure est vert clair.
Les inflorescences sont pseudo-terminales ou terminales, regroupant de 8 à 10 fleurs. Les fleurs se présentent sous forme de corolles de couleur rose foncée ou rouge, urcéolées, glabres et mesurant de 4,5 à 5 mm de long pour 2,5 à 3,5 mm de large. Les corolles ont 5 à 6 lobbes triangulaires. Chaque fleur contient de 10 à 12 étamines monomorphes et libres les uns des autres. L'ovaire est composée de 5 à 6 loges mais visuellement, elles apparaissent au nombre de 10 à 12 car chaque loge est divisée par une cloison incomplète.
Les fruits sont violets foncés, brillantes, pyriformes, subglobuleux ou globuleux et mesurant de 5 à 7 mm.
La floraison et la fructification se déroulent du mois de mars jusqu'au mois d'août.

## Étymologie
L’épithète fallax vient du latin et signifie «  trompeur ». Cela fait référence à sa forte ressemblance morphologique avec l'espèce Vaccinium myrtoides.

## Répartition et habitat

### Distribution
Vaccinium fallax a été découverte sur le Mont Apo (sur l'île de Mindanao aux Philippines). Elle pousse uniquement au sommet du Mont Apo et à proximité parmi les évents de soufre, les rochers de rhyolite et sur une zone récemment brûlée sur le versant nord de la montagne. Le fait qu'elle pousse dans un endroit incendié récemment suggère que Vaccinium fallax est une espèce pionnière.

### Statut de conservation
Cette espèce croît dans une zone couvrant une superficie inférieure à 10 km² dans une parc protégé ce qui lui confère une certaine protection mais l’augmentation des activités touristiques et les incendies de forêt d’origine anthropique constituent des menaces potentielles pour la population de Vaccinium fallax. En prenant en compte tous ces facteurs, ses découvreurs estiment son statut de conservation comme en danger critique d'extinction.